# Lieråsen tunnel
Lieråsen tunnel ist ein Eisenbahntunnel in Norwegen. Er liegt im Verlauf der Drammenbane zwischen Oslo und Drammen, genauer zwischen dem Bahnhof Asker in Akershus und dem Halteplatz Lier in Buskerud. Der Tunnel ist 10.723 Meter lang.

## Geschichte
Der Tunnelbau dauerte von 1963 bis 1971, für den Verkehr wurde er 1973 freigegeben. Er war Norwegens längster Eisenbahntunnel, bis der Tunnel Romeriksporten 1999 eröffnet wurde. Nach der Eröffnung des knapp 20 km langen Blixtunnels am 11. Dezember 2022 ist er nur noch der drittlängste norwegische Eisenbahntunnel.
Der Tunnel verkürzte die Reisezeit auf der Bahnstrecke zwischen Oslo und Drammen erheblich, weil die Strecke nun in diesem Bereich zweigleisig ist. Die eingleisige Strecke führte in einer großen Kurve um Spikkestad in Røyken und Lierbyen in der Gemeinde Lier. Seit der Tunnelöffnung wird die Bahnstrecke zwischen Asker und Spikkestad nur noch für den lokalen Verkehr benutzt. Der Abschnitt zwischen Spikkestad und Drammen wurde stillgelegt und führt jetzt als Radweg zwischen Brakerøya und Lierbyen über Reistad zur Gullaugkleiva. Geplant ist 2012 ein weiterer Radweg, um von der Gullaugkleiva auf der alten Trasse nach Spikkestad zu kommen.
Der Tunnel war für eine Betriebszeit von 30 Jahren geplant. In diesem Zeitraum sollten keine größeren Reparaturen anfallen. Auf Grund von unkontrollierten Wassereinbrüchen im unbeleuchteten Tunnel musste bereits nach 20 Jahren mit Sanierungsarbeiten begonnen werden, da die Betonschwellen zu bröckeln begannen, was zu Schienenbrüchen führte. Zudem gab es Probleme mit herabfallenden Felsbrocken, die mit angebrachten Netzen aufgefangen wurden.